# Anigua
Anigua (en chamorro, Aniguak) es un asentamiento o barrio de Guam situado inmediatamente al oeste de Agaña, la capital. Antes de la llegada de los españoles Aniguak era una localidad de la isla, una de tantas que fue destruida durante el conflicto bélico que precedió a la conquista española de Guam; hoy es considerada un barrio o pueblo de Agaña.

## Historia
En el Diccionario geográfico, estadístico e histórico de las Islas Filipinas (1850) se cita como anejo de la parroquia de Agaña. En aquella época Anigua se cita como una «aldea miserable» infestada por la lepra, a pesar de lo cual era una de las mayores poblaciones de la isla.
En Anigua hay un cementerio español. El lugar fue un campo de refugiados durante la Segunda Guerra Mundial.